# Arthur Silva Feitoza
Arthur Silva Feitoza, auch einfach nur Arthur Silva (* 26. April 1995 in Boa Vista), ist ein brasilianischer Fußballspieler.

## Karriere
Arthur Silva begann seine Karriere beim São José EC in São José dos Campos. Über AA Internacional kam er 2017 zu CA Votuporanguense. Hier wurde er mehrfach ausgeliehen. Über die Ausleihen zu den brasilianischen Vereine Audax Rio de Janeiro, EC Novo Hamburgo und Clube Náutico Marcílio Dias erfolgte eine Ausleihe nach Japan. Hier lieh ihn 2019 der FC Tokyo aus. Der Verein, der in der Präfektur Tokio beheimatet ist, spielte in der höchsten japanischen Liga, der J1 League. Die U23-Mannschaft des Klubs spielte in der dritten Liga, der J3 League. In der dritten Liga kam er neunmal zum Einsatz, in der ersten Liga stand er siebenmal auf dem Spielfeld. Mit dem FC Tokyo wurde er Vizemeister der ersten Liga. Nach Ende der Ausleihe wurde er Anfang 2020 von Tokyo fest verpflichtet. Im Finale um den J.League Cup 2020 besiegte Tokyo am 4. Januar 2021 Kashiwa Reysol mit 2:1. Am 1. Juli 2021 wechselte er auf Leihbasis zum Ligakonkurrenten Yokohama FC. Am Ende der Saison 2021 belegte er mit dem Verein den letzten Tabellenplatz und musste somit in die zweite Liga absteigen. Nach Ende der Ausleihe wechselte er direkt ebenfalls auf Leihbasis zu Kataller Toyama. Mit dem Verein aus Toyama spielte er 49-mal in der dritten Liga. Nach zwei Spielzeiten kehrte er Anfang Januar 2024 zum FC Tokyo zurück. Hier wurde sein Vertrag jedoch nicht verlängert. Am 8. Januar 2024 nahm ihn der japanische Drittligist Ōmiya Ardija aus Ōmiya-ku unter Vertrag. Am Ende der Saison 2024 feierte er mit dem Verein die Drittligameisterschaft und den Aufstieg in die zweite Liga.

## Erfolge
FC Tokyo
- Japanischer Vizemeister: 2019
- Japanischer Ligapokalsieger: 2020

Ōmiya Ardija
- Japanischer Drittligameister: 2024